# Živorad Jevtić
Živorad Jevtić, szerbül: Живорад Јевтић  (Kruševac, 1943. december 27. – Belgrád, 2000. augusztus 8.) jugoszláv válogatott szerb labdarúgó, hátvéd.

## Pályafutása

### Klubcsapatban
1962 és 1975 között a Crvena zvezda labdarúgója volt, ahol öt jugoszláv bajnoki címet és négy kupagyőzelmet ért el a csapattal. Az 1967–68-as idényben tagja volt a közép-európai kupagyőztes együttesnek.

### A válogatottban
1964 és 1969 között 16 alkalommal szerepelt a jugoszláv válogatottban. Részt vett az 1964-es tokiói olimpián, ahol hatodik helyezést ért el a csapattal.

## Sikerei, díjai
Crvena zvezda
- Jugoszláv bajnokság
  - bajnok (5): 1963–64, 1967–68, 1968–69, 1969–70, 1972–73
- Jugoszláva kupa
  - győztes (4): 1964, 1968, 1970, 1971
- Közép-európai kupa
  - győztes: 1967–68

## Statisztika

### Mérkőzései a jugoszláv válogatottban
| Jugoszlávia | Jugoszlávia          | Jugoszlávia                          | Jugoszlávia                 | Jugoszlávia | Jugoszlávia   | Jugoszlávia          | Jugoszlávia | Jugoszlávia |
| #           | Dátum                | Helyszín                             | Hazai                       | Eredmény    | Vendég        | Kiírás               | Gólok       | Esemény     |
| ----------- | -------------------- | ------------------------------------ | --------------------------- | ----------- | ------------- | -------------------- | ----------- | ----------- |
| 1.          | 1964. október 18.    | Tokió, Csicsibu Herceg Stadion (JPN) | Egyesült Német Csapat (EUA) | 1 – 0       | Jugoszlávia   | olimpiai negyeddöntő | -           |             |
| 2.          | 1964. október 22.    | Oszaka, Nagai stadion (JPN)          | Románia                     | 3 – 0       | Jugoszlávia   | olimpiai 5. helyért  | -           |             |
| 3.          | 1964. október 28.    | Tel-Aviv, Bloomfield stadion         | Izrael                      | 2 – 0       | Jugoszlávia   | barátságos           | -           |             |
| 4.          | 1966. május 4.       | London, Wembley Stadion              | Anglia                      | 2 – 0       | Jugoszlávia   | barátságos           | -           |             |
| 5.          | 1966. május 8.       | Zágráb, Maksimir Stadion             | Jugoszlávia                 | 2 – 0       | Magyarország  | barátságos           | -           |             |
| 6.          | 1966. június 1.      | Belgrád, JNA Stadion                 | Jugoszlávia                 | 0 – 2       | Bulgária      | barátságos           | -           | 46'         |
| 7.          | 1966. június 23.     | Hannover, Niedersachsenstadion       | NSZK                        | 2 – 0       | Jugoszlávia   | barátságos           | -           |             |
| 8.          | 1966. június 27.     | Malmö, Malmö Stadion                 | Svédország                  | 1 – 1       | Jugoszlávia   | barátságos           | -           |             |
| 9.          | 1966. szeptember 18. | Belgrád, JNA Stadion                 | Jugoszlávia                 | 1 – 2       | Szovjetunió   | barátságos           | -           |             |
| 10.         | 1966. október 12.    | Tel-Aviv, Bloomfield stadion         | Izrael                      | 1 – 3       | Jugoszlávia   | barátságos           | -           |             |
| 11.         | 1966. október 19.    | Belgrád, JNA Stadion                 | Jugoszlávia                 | 1 – 0       | Csehszlovákia | barátságos           | -           |             |
| 12.         | 1968. szeptember 25. | Belgrád, JNA Stadion                 | Jugoszlávia                 | 9 – 1       | Finnország    | vb-selejtező         | -           |             |
| 13.         | 1968. október 16.    | Anderlecht, Stade Émile Versé        | Belgium                     | 3 – 0       | Jugoszlávia   | vb-selejtező         | -           |             |
| 14.         | 1968. október 27.    | Belgrád, Crvena zvezda Stadion       | Jugoszlávia                 | 0 – 0       | Spanyolország | vb-selejtező         | -           |             |
| 15.         | 1969. június 4.      | Helsinki, Olimpiai Stadion           | Finnország                  | 1 – 5       | Jugoszlávia   | vb-selejtező         | -           |             |
| 16.         | 1969. szeptember 24. | Belgrád, JNA Stadion                 | Jugoszlávia                 | 1 – 3       | Szovjetunió   | barátságos           | -           | 30'         |
|             | Összesen             |                                      |                             | 16          | mérkőzés      |                      | 0           | gól         |